# Замбидис, Майк
Михалис (Майк) Замбидис (греч. Mιχάλης Zαμπίδης; род. 15 июля 1980, Афины) — греческий спортсмен, выступающий в кикбоксинге и тайском боксе в категориях от второго полусреднего до среднего веса. Неоднократный чемпион мира и победитель различных турниров, участник девяти гран-при К-1 МАХ (лучшее достижение — выходы в полуфинал в 2010 и 2012 годах). Прозвище спортсмена — «Железный».

## Биография

### Ранние годы
В единоборства Майк пришёл в возрасте 8 лет, когда после двух лет занятий спортивной гимнастикой поступил в секцию каратэ-сётокан. С 11 лет Замбидис открыл для себя кикбоксинг, занятия которым совмещал с тренировками по боксу и тайскому боксу. В 1990-е годы Майк шесть раз становился чемпионом Греции по кикбоксингу и трижды по боксу, был чемпионом Балкан и Европы по кикбоксингу среди профессионалов.

### Восхождение на вершину
Переломным моментом в карьере Замбидиса стал его переезд в Австралию — один из главных мировых центров кикбоксинга. Тут в ноябре 2000 года он завоевал свой первый титул чемпиона мира — по не самой престижной версии WOKA во втором полусреднем весе.
В 2001—2002 годах Майк принял участие в двух крупнейших мировых гран-при того времени: К-1 МАХ и Le Grand Tournoi. В обоих случаях Замбидис был остановлен на стадиях отборочных турниров — Майком Коупом (К-1 в Мельбурне) и Аленом Занкифо (Le Grand Tournoi в Париже; Занкифо в итоге стал победителем). Интересно, что в обоих боях Майк как минимум не проигрывал по ходу (Коупу даже отсчитывали нокдаун), но в итоге получал рассечения, не совместимые с продолжением поединка.
В 2002 году Замбидис выиграл турнир по тайскому боксу King of the Ring в Италии (победил досрочно всех троих соперников), а в мае того же года у себя на родине в Афинах нокаутировал в шестом раунде звезду 1990-х годов ветерана Хассана Кассриуи.
Успехи вывели Майка в число наиболее перспективных молодых бойцов мира. Тёмным пятном на репутации лёг неудачный вояж в Голландию, где в течение месяца Замбидис проиграл решением судей середняку Ноэлю Соаресу и проспекту Юнессу Эль-Мхассани. Однако уже три недели спустя в ноябре 2002 года Майк реабилитировался в полной мере, выиграв отборочный турнир в гран-при К-1 МАХ, в финале которого побил австралийскую звезду «Джона» Уэйна Парра.
В марте 2003 года в Токио Замбидис встретился в бою с действующим чемпионом К-1 МАХ голландцем Альбертом Краусом. В самом начале второго раунда Майк нокаутировал соперника правым хуком, ставшим впоследствии его визитной карточкой. Победа над Краусом сделала Замбидиса лидером первого среднего веса (70 кг) того времени. В глазах многих он выглядел фаворитом грядущего гран-при К-1. По признанию самого Майка это был главный бой в его жизни. Самым сложным боем он считает противостояние с Гаго Драго.
В мае 2003 года Майк в Милане завоевал второй титул чемпиона King of the Ring (на этот раз — по кикбоксингу), выиграв у известного тайца Ванлопа Ситпхолека (экс-чемпион WMC во втором полусреднем весе), подтвердив свой статус.
В разное время тренировался под руководством Панагиотиса Созоса, Рамона Деккерса, Кора Хеммерса.

### Десятилетие: в числе лучших бойцов планеты
В июле 2003 года в четвертьфинале гран-при К-1 МАХ Замбидис проиграл японцу Масато Кобаяси (Масато в итоге стал новым чемпионом), пробыв на вершине первого среднего веса лишь четыре месяца. В дальнейшем ему уже ни разу не удавалось вернуть себе звание сильнейшего. На протяжении 10 лет Майк принял участие в восьми гран-при К-1 МАХ (пропустил лишь гран-при 2009 года). Лучшими достижениями Замбидиса стали выходы в полуфиналы в 2010 и 2012 годах, а из одержанных побед особо стоит отметить бой с находившимся в то время на пике формы нокаутёром Гаго Драго в 1/8 финала гран-при 2007 года.
За пределами К-1 Майк завоевал ряд не самых престижных титулов (А-1, WKBF, W5), одерживал победы над такими известными бойцами, как Гюркан Озкан, Дэниэл Доусон, Джабар Аскеров, Варрен Стевелманс.
Несмотря на то, что Замбидис так ни разу и не выиграл гран-при К-1, он в популярности не уступал и даже превосходил большинство из бойцов, которые его побеждали. В Греции и Австралии Майк обрёл статус легенды и стал одним из самых узнаваемых кикбоксеров мира. Про нокаутёра Замбидиса стали появляться мифы о том, что он, якобы, убил на ринге двух или даже четверых соперников; курсировала информация про внесение Майка в Книгу рекордов Гиннесса за большой процент нокаутов.
В оправдание большинства неудач Замбидиса следует сказать, что на протяжении большей части карьеры он весил около 68—69 кг, в то время как для его соперников нормальным был вес 72—75 кг (Уэйн Парр, Артур Кишенко, Бату Хасиков) и даже 77—79 кг (Мюртел Грунхарт).

## Титулы
- 2013 чемпион мира по версии SuperKombat (71 кг)
- 2011 чемпион мира по версии W5 (71,8 кг)
- 2008 чемпион мира по версии А-1
- 2005 чемпион мира по версии WKBF
- 2004 победитель турнира А-1 (76 кг)
- 2003 чемпион King of the Ring (К-1)
- 2002 чемпион King of the Ring (тайский бокс)
- 2000 чемпион мира по версии WOKA

## Скандалы
В 2011 году Майк бился с российским бойцом Бату Хасиковым в рамках турнира Fight Nights 5. Бой был остановлен, так как у Замбидиса была сломана челюсть. Многие болельщики восприняли тот эпизод как симуляцию, но спортсмен опроверг это в своём интервью.